# باد دوبران
باد دوبران (بالألمانية: Bad Doberan) هي بلدة وبلدة ألمانية تقع في ألمانيا في Landkreis Rostock. يقدر عدد سكانها بـ 11,294 نسمة .

## المدن التوأمة
مدن باد شفارتاو وغوسترو هي مدن توأمة لـباد دوبران.

## أعلام
- كارل ثيودور سيفيرين
- هانس وولف
- كارل جورج كريستيان شوماخر